# Cotton Candy
Cotton Candy — маленький, безвентиляторный одноплатный компьютер, выполненный в форм-факторе USB-флеш-накопителя, предоставляющий все возможности персонального компьютера в устройстве типоразмера USB-флеш-накопителя, производства норвежской стартап-компании FXI Technologies (также называемой «FXI Tech»).

## История
13го сентября 2012 года, FXI инициировала отправку предзаказанных устройств. На момент написания (январь 2014), Cotton Candy доступен для заказа в магазине на официальном сайте, а также на сайте сообщества. Опционально также можно приобрести отладочную плату для разработчиков.

## Внешний вид
Компьютер распространяется полностью собранным на четырёхслойной печатной плате размером с USB-флеш-накопитель. Корпус в комплект поставки входит. Опционально можно заказать отладочную плату.

## Технические подробности
Cotton Candy одноплатный компьютер основанный на архитектуре ARM, использующий двухъядерный процессор 1.2 ГГц Exynos 4210 (созданный по 45 нм тех. процессу, ARM Cortex-A9 с 1 Мб L2 кэш) SoC (System-on-a-Chip производства Samsung), использующий четырёхъядерный 200 МГц ARM Mali-400 MP GPU OpenGL ES 2.0 2D/3D как видео подсистему, также аппаратный аудио и видео декодер, с сопроцессором TrustZone (Security Extensions) Cryptographic Engine and Security Accelerator (CESA). Cotton Candy обеспечивает декодирование, воспроизведение и вывод видео H.264 1080p, а также возможность использования KDE и GNOME в Linux.

### Программное обеспечение
FXI Technologies предоставляет образы доступные для загрузки и установки пользователями, в числе которых Android 4.0 (Ice Cream Sandwich) и последний релиз операционной системы Ubuntu Linux, использующий Linaro сборки и оптимизации для ядра Linux.

## Награды
В январе 2012 года Cotton Candy был топ-10 финалистов в номинации «Last Gadget Standing» новых технологий на выставке CES 2012. Кроме того, на выставке CES 2012, LaptopMag.com выбрал Cotton Candy в топ-10 финалистов для номинации «Выбор читателей — лучшее на CES 2012». EFYTimes News Network номинировала FXI Technologies Cotton Candy в «Top 10 гаджетов @ CES 2012».

## Похожие продукты
- Raspberry Pi
- Cubieboard
- PandaBoard
- Beagle board